# Nyakabo
Nyakabo är ett periodiskt vattendrag i Burundi.   Det ligger i provinsen Makamba, i den södra delen av landet, 100 km sydost om huvudstaden Bujumbura.
Omgivningarna runt Nyakabo är en mosaik av jordbruksmark och naturlig växtlighet. Runt Nyakabo är det tätbefolkat, med 343 invånare per kvadratkilometer.